# Telefónica
Telefónica S.A. ([teleˈfonika]), «Телефо́ника» — испанская телекоммуникационная компания. Штаб-квартира находится в Мадриде.
Компания занимает восьмое место в мире среди телекоммуникационных компаний (по рыночной капитализации), обслуживая 325 млн абонентов. Услуги мобильной связи предоставляет под брендами Movistar (Испания и Латинская Америка), O2 (Великобритания и Германия) и VIVO (Бразилия). Созданная в 1924 году как Национальная телефонная компания Испании (Compañía Telefónica Nacional de España, CTNE), до либерализации рынка связи в 1997 году Telefónica была единственным оператором телефонной связи в Испании и до сих пор занимает доминирующее положение на рынке. В 1997 году испанское правительство приватизировало компанию.
Основными регионами деятельности являются Испания (26,1 % выручки в 2018 году), Бразилия (20,8 %), Германия (15 %), Великобритания (13,9 %), Аргентина (4,8 %), Чили и Перу (по 4,3 %).

## История
Телефонная связь появилась в Испании в 1877 году. Ею занимались небольшие испанские и французские частные компании, каждая создававшая свою сеть, несовместимую с сетями других компаний. Начиная с 1882 года издавались королевские указы, призванные упорядочить телефонизацию страны, однако они не помогли исправить ситуацию. Тогда 25 августа 1924 года новый королевский указ уполномочил правительство создать национальную телефонную компанию с правами монополиста, которая была названа Compañía Telefónica Nacional de España. Первой задачей новой компании было скупить уже существующие компании, стандартизировать и автоматизировать их работу. Основой этой компании стало испанское подразделение International Telephone & Telegraph Corporation (Международной телефонной и телеграфной корпорации). К концу 1925 года у CTNE уже было 1135 узлов связи, в декабре 1926 года была открыта междугородняя линия диной 3800 км, самая длинная в Европе на то время. В том же 1926 году компания начала внедрять автоматические телефонные станции, однако полностью этот процесс был завершён лишь в 1988 году.

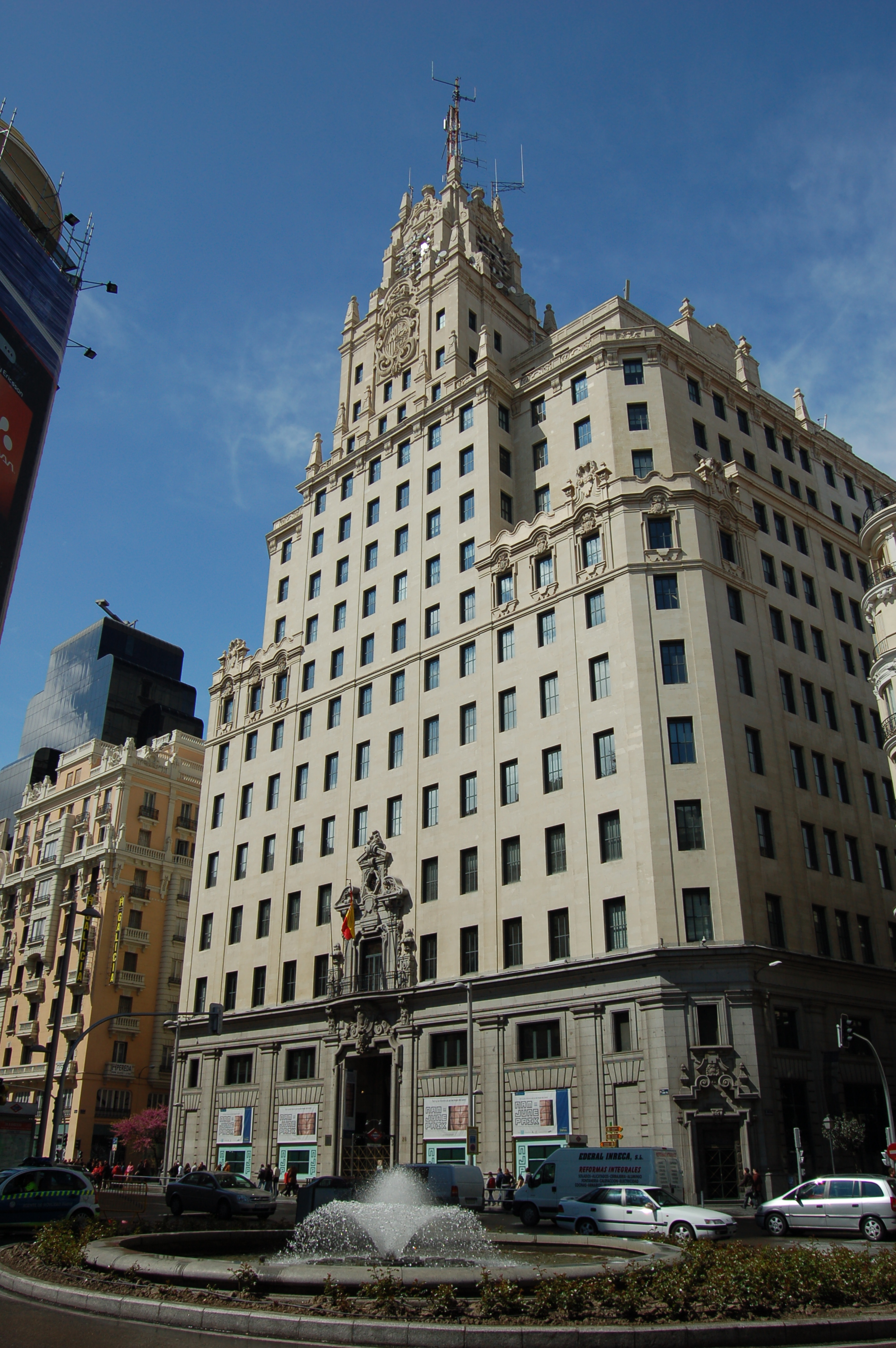
Штаб-квартира Telefónica в 1930—2008 годах, Мадрид

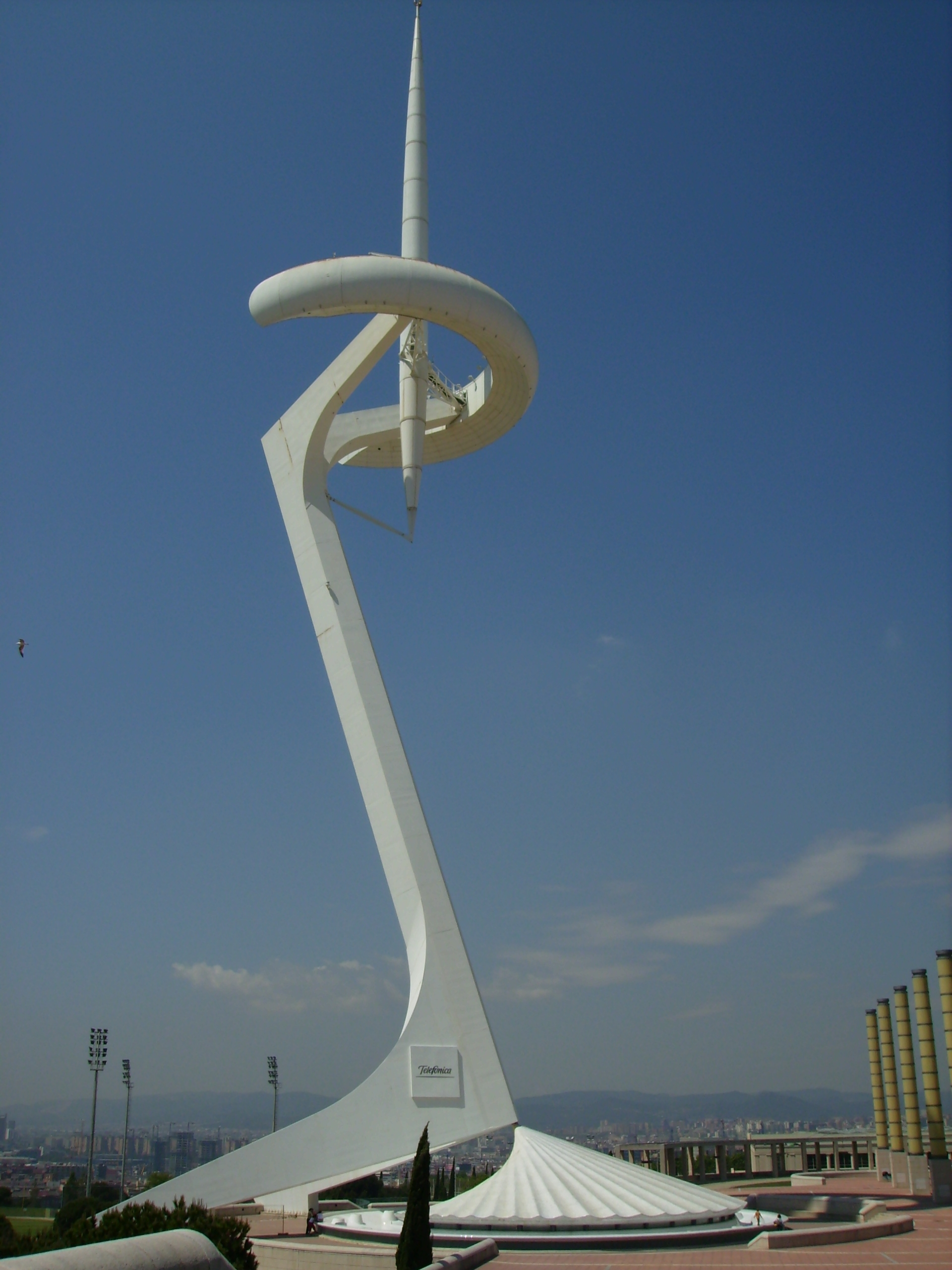
Телебашня Монтжуик, Барселона

В 1928 году была налажена радиотелефонная связь Испании с Кубой, в следующем году — с Аргентиной и Уругваем, в 1931 году были соединены с материковой Испанией Канарские острова и Мальорка. В 1926—29 годах на улице Гран-Виа в Мадриде была построена первая штаб-квартира компании, Здание Telefónica; на то время это было одно из самых высоких зданий Европы (89 метров). Дальнейшее развитие CTNE сильно замедлилось из-за гражданской войны, Второй мировой войны и последовавшей за ней блокадой Испании. До 1945 года основным владельцем CTNE была корпорация ITT, но в 1945 году компания была национализирована правительством Франсиско Франко (41 % акций осталось у правительства, остальные были распределены между 700 тысячами акционеров). Компания сохранила свой статус монополиста на рынке телекоммуникационных услуг Испании.
Начиная с 1950-х годов темп развития CTNE увеличился, компания начала внедрять наиболее прогрессивные на то время телекоммуникационные технологии. С 1952 года в Мадриде и Барселоне начала работать радиотелефонная связь, в следующем году была установлена радиосвязь с помощью импульсно-кодовой модуляции между Мадридом и Эскориалом, в 1955 году был подключен миллионный телефон. В 1964 году была открыта экспериментальная наземная станция для работы со спутниками связи Relay и Telstar. В июле 1971 года была установлена телефонная связь с СССР, позже в том же году начала работу первая в Европе специализированная сеть для пакетной коммутации. К 1985 году компания обеспечивала работу сети национального и международного телевидения, было подключено 13 млн телефонов и проложено 8 млн телефонных линий. С этого года акции компании начали котироваться на Лондонской фондовой бирже. В мае 1988 года компания официально сменила название на Telefónica de España S.A.

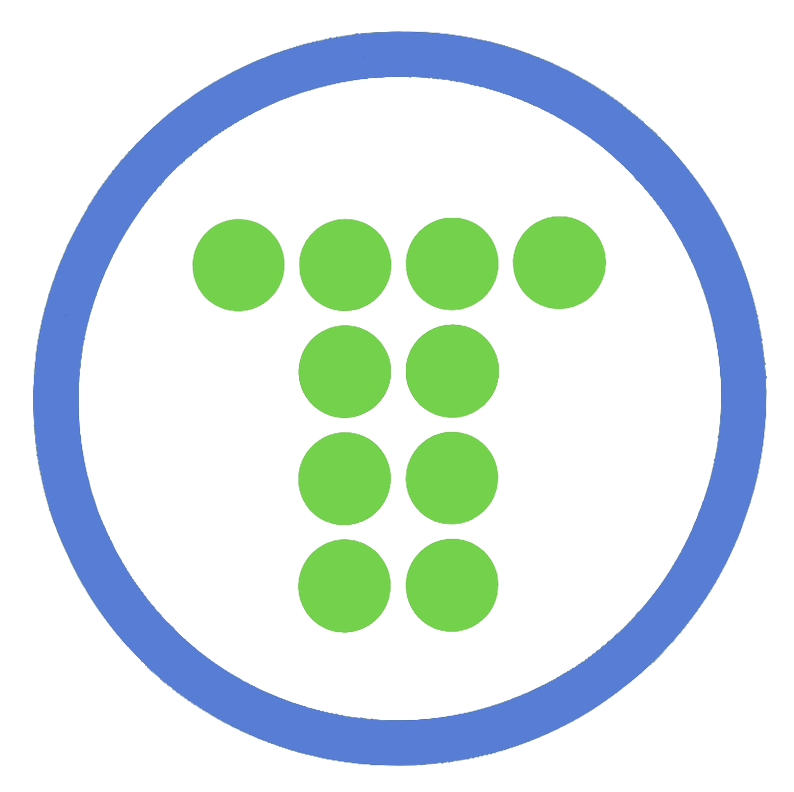
Логотип компании в 1984—1993 годах

В 1982 году компанию возглавил Луис Солана (исп. Luis Solana), брат Хавьера Соланы, под его руководством помимо услуг связи Telefónica занялась также производством телекоммуникационного оборудования. Для этого в 1980-х годах было основано несколько совместных предприятий с компаниями из США (AT&T Technologies Inc.), Европы (British Aerospace, Olivetti, Brown Boveri, Philips, Saab-Scania и Telfin), Японии (Fujitsu), Telefónica также имела пакеты акций ведущих испанских производителей Alcatel Standard Electrica S.A. (21 %) и Amper S.A. (12 %).
В 1989 году пост главы Telefónica занял Кандидо Веласкес (Cándido Velázquez), в этом же году при содействии Pacific Telesis и AT&T’s Bell Communications Research была открыта новая исследовательская лаборатория. В ней были разработаны способы внедрения второго поколения пакетной коммутации в Испании, велись исследования в области оптической связи, передачи голоса и другие проекты.
В 1990-х годах становилось всё очевидней, что государственный контроль сдерживает развитие компании. Для поддержания уровня занятости в Испании Telefónica держала большее число сотрудников, чем было необходимо, устанавливаемые государством тарифы на местную связь были значительно ниже, чем в других европейских странах, компания платила 6-процентный налог с оборота (а не с прибыли). Поэтому в 1994 году начался процесс подготовки Telefónica к приватизации, который был завершен в 1997 году.
В 1995 году начало работу подразделение интернет-услуг InfoVía, также компания не осталась в стороне и от внедрения мобильной связи, на 1996 год у неё уже было 3 млн абонентов.
В 1996 году на пост председателя правления и CEO был назначен Хуан Вильялонга. Под его руководством Telefónica начала увеличивать своё присутствие на зарубежных рынках. В 1998 году было образовано совместное предприятие с MCI Communications Corp., в 2000 году стало известно, что Вильялонга спекулировал акциями, используя инсайдерскую информацию о сделке слияния MCI и WorldCom; ему пришлось уйти в отставку. В 1997 году в Испании прошла либерализация рынка телекоммуникационных услуг, вся деятельность компании Telefónica в Испании была выделена в дочернюю компанию Telefónica de España. Тогда же Telefónica поучаствовала в приватизации национального оператора связи Бразилии Telebras. В целом на конец 1990-х около четверти оборота компании давали зарубежные операции, вне Испании находилось более половины пользователей стационарной и мобильной связи.
В 1999 году была создана дочерняя компания Terra Networks, предоставляющая интернет-услуги; в 2000 году был куплен и присоединён к Terra американский интернет-портал Lycos, однако в 2005 году Lycos был продан.
В конце 1999 и начале 2000 года Telefónica оказалась в центре дискуссии об опционах (праве купить определённое количество акций компании по сниженной цене) для менеджмента компании. Возмущение вызывала большая сумма этих опционов — 72 млрд песет (€430 млн) на фоне сокращения персонала на 20 тысяч человек, а также обстановка скрытности при их распределении.
В 2000 году пост председателя правления и главного исполнительного директора (CEO) Telefónica занял Сесар Альерта (исп. César Alierta), который до этого возглавлял испанского табачного монополиста, компанию Tabacalera, а после её слияния с компанией Seita — объединённую компанию Altadis.
В 2005 году Telefónica приобрела британского оператора мобильной связи O2, который, помимо Великобритании, работает также в Германии и Ирландии. Бренд O2 и лондонская штаб-квартира были сохранены. Также в 2005 году Telefónica заключила соглашение о стратегическом альянсе с China Unicom, компании владеют пакетами акций одна другой, а также имеют представителей в советах директоров партнёра по альянсу.

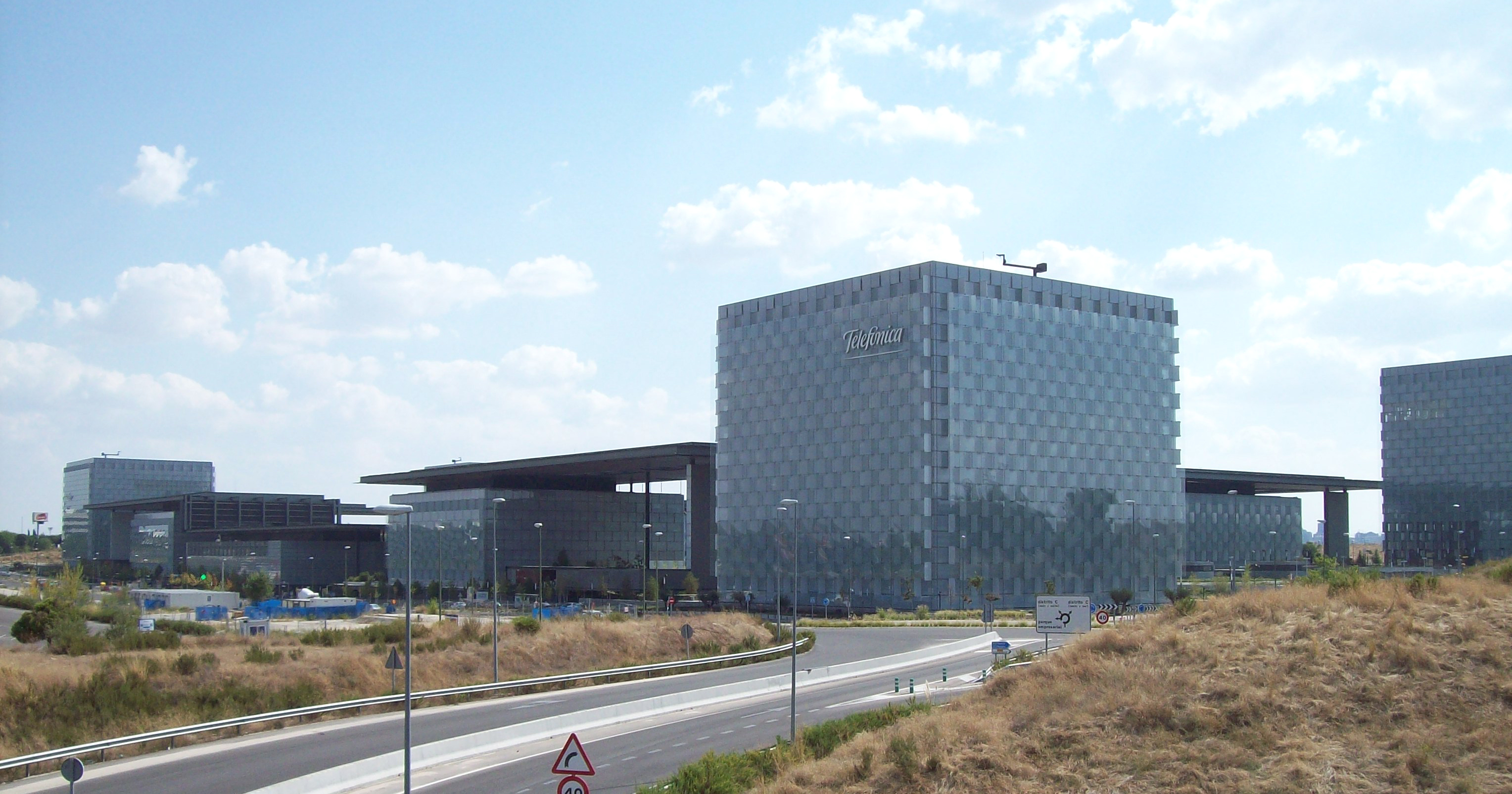
Квартал Telefónica в Мадриде

В 2008 году компания переехала в новую штаб-квартиру в пригороде Мадрида, занявшую целый квартал (Distrito Telefónica). Комплекс зданий занимает площадь в 140 тысяч м².
В 2014 году был куплен третий крупнейший оператор мобильной связи в Германии, компания E-Plus; он был объединён с брендом O2. Это поглощение вызвало критику со стороны небольших операторов связи Германии (в частности Airdata обратился в суд с иском против Еврокомиссии, одобрившей эту сделку), поскольку рынок мобильной связи оказался поделенным между всего тремя компаниями, Telefónica Deutschland, Deutsche Telekom и Vodafone. Также в этом году был приобретён крупнейший испанский оператор платного спутникового телевидения DTS. В 2014 году была завершена продажа чешской (Telefónica Czech Republic), словацкой и ирландской (Telefónica Ireland, Ltd) дочерних компаний. В этих странах компания предоставляла услуги под брендом O2, с 2005 года в Чехии и с 2007 года в Словакии; покупателем стала группа PPF.
В 2015 году было достигнуто соглашение о продаже британского подразделения Telefónica компании Hutchison Whampoa, однако 11 мая 2016 года Еврокомиссия заблокировала эту сделку как нарушающую антимонопольное законодательство. Также в этом году был куплен бразильский оператор интернет-услуг и фиксированной связи GVT. В 2018 году была продана дочерняя компания в Гватемале.

## Собственники и руководство
Крупнейшие акционеры компании Telefónica по состоянию на январь 2025 года:
- Правительство Испании (через государственный холдинг SEPI) — 10 %;
- Fundación Bancaria Caixa d’Estalvis i Pensions de Barcelona (кат. La Caixa), третий крупнейший финансовый конгломерат Испании и крупнейший сберегательный банк Европы — 9,994 %;
- Saudi Telecom Company — 4,969 %
- Banco Bilbao Vizcaya Argentaria (BBVA), второй крупнейший финансовый конгломерат Испании — 4,929 %;
- Руководство компании Telefónica — 0,4926 %;
- В свободном обращении — 68,82 %.

Наиболее важные вопросы, такие как утверждение финансового отчёта за прошедший год, изменения в составе совета директоров, крупные поглощения или продажи активов, решаются на ежегодном собрании акционеров. Повестку собрания составляют совет директоров и держатели крупных пакетов акций (более 3 %).
Правление состоит из 18 директоров, один из них — представитель China Unicom (Hong Kong) Limited, по два назначаются банками La Caixa и BBVA.
Марк Муртра (Marc Thomas Murtra Millar) — председатель совета директоров и главный исполнительный директор Telefónica с января 2025 года, после ухода Хосе Марии Альвареса-Пальета.
Анхель Вила Бойш (Angel Vila Boix) — главный финансовый директор (CFO) Telefónica с 25 июля 2017 года. В компании с 1997 года, до этого работал в Citigroup и McKinsey & Co..
Вице-председатели правления: Хосе Мария Абрил Перес (с 2011 года) и Исидро Фаине Касас (с 2000 года).
| Период    | Имя                                        | Оригинал имени                   |
| --------- | ------------------------------------------ | -------------------------------- |
| 1924—1945 | Эстанислао де Уркихо-и-Уссия (1872—1948)   | Estanislao de Urquijo y Ussía    |
| 1945—1965 | Хосе Наварро Ревертер-и-Гомис (1888—1969)  | José Navarro Reverter y Gomis    |
| 1965—1973 | Антонио Баррера де Иримо (1927—2014)       | Antonio Barrera de Irimo         |
| 1973—1976 | Хосе Антонио Гонсалес-Буэно                | José Antonio González-Bueno      |
| 1976—1980 | Томас Альенде-и-Гарсия-Бакстер (1920—1987) | Tomás Allende y García-Baxter    |
| 1980—1982 | Сальвадор Санчес-Теран Эрнандес (1934—)    | Salvador Sánchez-Terán Hernández |
| 1982—1989 | Луис Солана Мадариага (1935—)              | Luis Solana Madariaga            |
| 1989—1996 | Кандидо Веласкес-Гастелу Руис (1936—2012)  | Cándido Velázquez-Gaztelu Ruiz   |
| 1996—2000 | Хуан Вильялонга Наварро (1953—)            | Juan Villalonga Navarro          |
| 2000—2016 | Сесар Альерта Изуэль (1945—)               | César Alierta Izuel              |
| 2016—2025 | Хосе Мария Альварес-Пальете Лопес (1963—)  | José María Álvarez-Pallete López |
| 2025—     | Марк Муртра                                | Marc Thomas Murtra Millar        |

## Структура компании
Группа Telefónica включает в себя следующие дочерние общества:
- Telefónica Испания (Telefónica Spain) — крупнейший оператор фиксированной и мобильной (под брендом Movistar[англ.]) связи Испании, выручка в 2018 году составила €12,7 млрд, 41,5 млн абонентов, из них 18,4 млн мобильной связи, 9 млн стационарной связи, 6,1 млн широкополосного интернета[7];
- Telefónica Бразилия (Telefónica Brazil) — владеет контрольным пакетом акций мобильного оператора Vivo[37], также владеет сетью фиксированной связи и широкополосного доступа в Интернет, выручка — €10,1 млрд, 95,3 млн абонентов, из них 73,2 млн мобильной связи (31,9 % рынка), 13 млн абонентов фиксированной связи и 7,6 пользоватеей интернета[7];
- Telefónica Северная Латинская Америка (Telefónica Hispam Norte) — объединяет компании в Сальвадоре, Панаме, Эквадоре, Коста-Рике, Колумбии, Мексике, Уругвае, Никарагуа; выручка — €4,08 млрд, 73,6 млн абонентов (из них 68 млн мобильной связи)[7];
- Telefónica Южная Латинская Америка (Telefónica Hispam Sur) — объединяет компании в Аргентине, Перу и Чили, выручка — €6,68 млрд, 56,9 млн абонентов (из них 42,6 млн мобильной связи)[7];
- Telefónica Великобритания (англ. Telefónica United Kingdom) — основным направлением деятельности является мобильная связь под брендом O2 (на 2018 год 25 млн абонентов, доля на рынке составляла 26,3 %), также есть 300 тысяч абонентов фиксированной связи; выручка в 2018 году составила €6,8 млрд[7];
- Telefónica Германия (англ. Telefónica Germany) — основным направлением деятельности является мобильная связь под брендом O2, выручка — €7,32 млрд, 47,1 млн абонентов, из них 42,8 млн мобильной связи (36,7 % рынка)[7];
- Другие — объединяет ряд компаний в Европе (Испания и Нидерланды) и Латинской Америке (Мексика, Бразилия и Аргентина), выручка — €1,48 млрд[12].

Общее количество абонентов компании составило в 2018 году 356,2 млн, из них 270,8 млн — пользователи мобильной связи, 34,9 млн — стационарной связи, 22,1 млн — интернет-услуг, 8,9 млн — платного телевидения. Компания является одним из крупнейших в мире операторов подводных кабелей, в частности подводного кабеля SAm-1 длиной 25 000 км, соединяющего США с Южной Америкой. Всего в полной или частичной собственности Telefónica находятся 25 международных подводных кабелей и 11 местных волоконно-оптических кабелей.
В рейтинге крупнейших публичных компаний мира Forbes Global 2000 за 2016 год компания Telefónica заняла 104-е место (в 2015 году — 86-е), в том числе 138-е по обороту, 161-е по рыночной капитализации, 192-е по чистой прибыли и 198-е по активам.
| Год            | 2001   | 2002   | 2003  | 2004  | 2005  | 2006  | 2007  | 2008  | 2009  | 2010  | 2011  | 2012  | 2013  | 2014  | 2015  | 2016  | 2017  | 2018  |
| -------------- | ------ | ------ | ----- | ----- | ----- | ----- | ----- | ----- | ----- | ----- | ----- | ----- | ----- | ----- | ----- | ----- | ----- | ----- |
| Оборот         | 31,58  | 28,91  | 27,71 | 29,86 | 35,99 | 52,9  | 56,44 | 57,95 | 56,73 | 60,74 | 55,98 | 55,34 | 50,55 | 43,46 | 47,22 | 52,04 | 52,01 | 48,69 |
| Чистая прибыль | -7,175 | -5,286 | 2,74  | 2,547 | 4,144 | 6,579 | 9,119 | 7,826 | 7,937 | 10,07 | 6,184 | 4,403 | 4,969 | 3,252 | 2,88  | 2,399 | 3,378 | 3,950 |
| Активы         | 90,74  | 66,91  | 61,26 | 62,46 | 76,65 | 109   | 105,9 | 99,9  | 108,1 | 129,8 | 129,6 | 129,8 | 118,9 | 122,4 | 120,3 | 123,6 | 115,1 | 114,0 |

## Монополия
Компания Telefónica до 1997 года имела статус естественной монополии в Испании и продолжает сохранять лидирующее положение на домашнем рынке (29,7 % рынка мобильной связи и 40,4 % рынка широкополосного интернета). Также после приобретения у нидерландской компании KPN германского оператора связи E-Plus стала лидером рынка мобильной связи Германии, в тех странах Латинской Америки, где ведёт деятельность, она контролирует от 30 до 50 % рынка. Против компании неоднократно начиналось преследования по поводу нарушения антимонопольного законодательства:
- в 2004 году была оштрафована трибуналом защиты конкуренции (Tribunal de Defensa de la Competencia) на €57 млн за злоупотребление положением монополиста[43];
- в 2006 году заплатила штраф в размере €900 000 за нарушения в тарификации интернет-услуг по технологии ADSL[44];
- в 2008 году уже Еврокомиссия признала Telefónica виновной в тех же нарушениях, штраф составил €151,8 млн[45].